# پیتر یانگبلاد هیلز
پیتر یانگبلاد هیلز (انگلیسی: Peter Youngblood Hills؛ زادهٔ ۲۸ ژانویهٔ ۱۹۷۸) بازیگر بریتانیایی-آمریکایی که در آفریقای جنوبی زاده شده است.
از فیلم‌ها یا برنامه‌های تلویزیونی که وی در آن نقش داشته است می‌توان به جوخه برادران و گرگ وال استریت اشاره کرد.